# Годфри, Джон Генри
Джон Генри Годфри (англ. John Henry Godfrey; 10 июля 1888 — 29 августа 1970) — офицер Королевского военно-морского флота и Королевского индийского флота. С 1939 по 1942 год возглавлял Управление военно-морской разведки Великобритании.
Считается, что Годфри стал прототипом главы MI6 «М» в романах о Джеймсе Бонде, написанных Яном Флемингом, его подчинённым во время Второй Мировой войны.

## Биография
Родился в Хендсворте, графство Стаффордшир, в семье Годфри Генри Годфри, получил образование в школе короля Эдуарда в Бирмингеме; Брэдфилдском колледже; и в Королевском Военно-морском колледже «Британия» в Дартмуте. В 1921 году женился на Берте Маргарет, дочери Дональда Хоупа; в браке родились три дочери.
Во время Первой мировой войны служил на корабле HMS Euryalus в Дарданелльской операции 1915 года, присутствовал при повторной оккупации Соллума, во время бомбардировки Смирны и в операциях на Красном море в поддержку арабских сил. С 1916 по 1919 год состоял в штабе главнокомандующего Средиземноморского флота, а затем с 1921 по 1931 год был заместителем директора Королевского военно-морского штабного колледжа.
С 1931 по 1933 год командовал кораблями HMS Kent и HMS Suffolk на Китайской станции, а с 1933 по 1935 год служил заместителем директора отдела планирования в Адмиралтействе. С 1936 по 1939 год командовал боевым крейсером HMS Repulse, затем с 1939 по 1942 год возглавлял Управление военно-морской разведки Великобритании. С 1943 по 1946 год был флаг-офицером, командующим Королевскими ВМС Индии. Командовал Королевским индийским флотом во время мятежа Королевского индийского флота и вышел в эфир с приказом «Подчиниться или погибнуть».
В 1928 году Годфри был произведен в капитаны, а в 1939 — в контр-адмиралы, в вице-адмиралы в 1942 году и в адмиралы в отставке в 1945 году. В 1939 году он стал кавалером Ордена Бани, был награжден орденом Нила Египта и стал кавалером французского Ордена Почётного легиона.
После выхода на пенсию, с 1949 по 1960 год, Годфри был председателем Комитета по управлению больницей Челси, некоторое время входил в Совет управляющих больницы королевы Шарлотты и женской больницы Челси, в Совет фонда больницы короля Эдварда в Лондоне и школы Roedean. Ян Флеминг, служивший под началом Годфри в военно-морской разведке во время Второй мировой войны, создал образ «М», вымышленного главы MI6 и начальника Джеймса Бонда; Годфри жаловался, что Флеминг «превратил меня в этого неприятного персонажа, М».
В 1966 и 1967 годах Годфри передал свои мемуары в Черчилль-колледж, в Кембридже. Они содержат множество неопубликованных источников и частично основаны на официальной истории Отдела военно-морской разведки, которую он написал в конце войны. Умер в Истборне в 1970 году.